# علي العريضي
علي العريضي بن جعفر الصادق شيخ ومحدّث أحد أعيان بني هاشم من قبيلة قريش. أثنى عليه غير واحد من أهل العلم، ووصفوه بالتقدم والإمامة في العلم. خرج ثائرًا مع أخيه محمد بن جعفر بمكة، ثم رجع عن ذلك. لقب بـ«العريضي» نسبة إلى قرية العريض التي كان يسكنها والتي كانت تبعد أربعة أميال عن المدينة المنورة، وهي اليوم منطقة عامرة بالسكان شرق الحرم النبوي.

## نسبه
علي بن جعفر الصادق بن محمد الباقر بن علي زين العابدين بن الحسين السبط بن علي بن أبي طالب بن عبد المطلب بن هاشم بن عبد مناف بن قصي بن كلاب بن مرة بن كعب بن لؤي بن غالب بن فهر بن مالك بن النضر بن كنانة بن خزيمة بن مدركة بن إلياس بن مضر بن نزار بن معد بن عدنان.

## مولده ونشأته
ولد بالمدينة المنورة في آخر حياة أبيه جعفر الصادق المتوفى سنة 148 هـ، فهو أصغر أولاد أبيه سنّا، وأمه أم ولد، ونشأ في تربية أخيه موسى الكاظم.

## شيوخه
أخذ العلم عن جموع من الأئمة منهم:
| - والده جعفر الصادق بن محمد الباقر - أخوه موسى الكاظم بن جعفر الصادق | - حسن بن زيد بن الحسن بن علي - حسين بن زيد بن علي زين العابدين - سفيان بن سعيد الثوري | - أحمد بن شبيب الحبطي - شعبة بن الحجاج العتكي - عبد الله بن جعفر الزهري | - معتب مولى أبيه جعفر الصادق |

## تلاميذه
وممن أخذ وروى عنه:
| - ابنه أحمد الشعراني بن علي العريضي - ابنه محمد النقيب بن علي العريضي - حفيده عبد الله بن حسن بن علي العريضي | - حفيد أخيه إسماعيل بن محمد بن إسحاق - علي بن حسن بن علي بن عمر الأشرف - زيد بن علي بن حسين بن زيد الشهيد - حسين بن زيد بن علي بن حسين بن زيد الشهيد - عبد الرحمن بن شيبة الحزامي | - سلمة بن شبيب النيسابوري - أحمد بن محمد البزي - عبد العزيز بن عبد الله الأويسي - نصر بن علي الجهضمي - إبراهيم بن عبد الله المدني | - عبد الرحمن بن محمد الأزدي - عبد العزيز بن عبد الرحمن بن وهب - محمد بن النضر المروزي - هارون بن موسى الفروي |

## روايته للحديث
أخبرني ابن قدامة، إجازة، أخبرنا عمر بن محمد، أخبرنا ابن ملوك، وأبو بكر القاضي، قالا أخبرنا أبو أحمد الغطريفي، حدثنا عبد الرحمن بن المغيرة، حدثنا نصر بن علي، حدثنا علي بن جعفر بن محمد، حدثني أخي موسى، عن أبيه، عن أبيه محمد، عن أبيه علي، عن أبيه، عن جده علي، أن النبي ﷺ أخذ بيد الحسن والحسين فقال: «من أحبني وأحب هذين وأبويهما كان معي في درجتي يوم القيامة». أخرجه الترمذي.

## سكنه ونزوله في قرية العريض
إن عُرَيض قرية من قرى المدينة على فرسخٍ منها، وكانت للباقر، والصادق، أوصى بها لولده علي، ولما كبر سكن القرية، ولذا يقال لولده العُرَيضية. وقد ذكر النسابة أبو إسماعيل ابن ناصر بن طباطبا أن من ورد العريض من ولد الحسين بن علي هو أبو الحسن علي بن جعفر بن محمد. كما ذكر مؤرخ المدينة علي بن موسى في رسالته المؤرخة في 1303 هـ في وصف المدينة المنورة وفي الجهة الشرقية قرية العريض: وعلى أعلى الحرة مقابل خشم جبل أحد، مرقد علي العريضي ابن جعفر الصادق. له مسجد مقصود وبجانب القبة منارة، ومن غربي المقام مزارع كثيرة وآبار.

## خروجه بمكة
منذ بداية حكم الدولة العباسية وتولي آل العباس الخلافة ظهرت العديد من الحركات العلوية المناهضة للعباسيين خلال هذه الحقبة مطالبين بحقهم في الخلافة، وقد تفاقم هذا الوضع في أوائل حكم الخليفة العباسي المأمون حتى عد المؤرّخون ما يقرب من ثلاثين ثورة للعلويين وقعت بين أيام السفّاح وأوائل أيام المأمون سنة 200 هـ. ومن أخطر الحركات التي جابهتها الخلافة العباسية في زمن الخليفة المأمون حركة أبي السرايا وابن طباطبا سنة 199 هـ، وقد قامت هذه الحركة في الكوفة ومن ثم امتدت إلى البصرة، والأهواز، وواسط، واليمن، ومكة. ولكن في سنة 200 هـ استطاع المأمون القضاء على هذه الحركة وإرجاع ما استولى عليه العلويون إلى حكمه.
وفي أعقاب حركة أبي السرايا أتى الحسين بن الحسن الأفطس وأصحابه إلى محمد بن جعفر الصادق بالمدينة فطلبوا منه أن يبايعوه بالخلافة فلا يختلف عليه اثنان، فامتنع من ذلك، فلم يزالوا به حتى أجابهم إلى طلبهم. فاجتمع الطالبيّون إلى محمد بن جعفر، ومنهم علي العريضي، وقاتلوا الجند العباسي بمكة فهزموا، فأرسل محمد بن جعفر يطلب الأمان، فأمنوه، وعادت مكة إلى أيد العباسيين في جمادى الآخرة من سنة 200 هـ.

## مؤلفاته
له مؤلف يعرف بـ«مسائل علي بن جعفر» التي سأل عنها أخاه موسى الكاظم.

## ذريته
له من الولد أحد عشر ولدًا: الحسين، وجعفر الأكبر، وعيسى، والقاسم، وعلي، وجعفر الأصغر، وكلثم، والحسن، ومحمد النقيب، وأحمد الشعراني، وعليّة. وأعقب من أربعة: أحمد الشعراني، ومحمد النقيب، والحسن، وجعفر الأصغر. ويقال لولده العُريضيون، وهم كثير.

## وفاته
توفي سنة 210 هـ، ودفن في قرية العُريض التي أصبحت من الأحياء السكنية بالمدينة المنورة حاليًا. وقد كان ضريحه ظاهر يزار إلى أن تم هدمه وطمس معالمه في صباح يوم الاثنين الثالث من شهر جمادى الآخرة سنة 1423 هـ.

## مدفنه
ويوجد بإيران مرقدان ينسبان إليه؛ الأول بمدينة قم ويسمى «باب الجنة»، وهو ظاهر ومشهور ومزار يقصده الناس للتبرك به، ويعود بناء بقعة باب الجنة ونقوشها إلى النصف الأول من القرن الثامن الهجري. والثاني بمدينة سمنان، في وسط بستان، مع قبة عالية، وصحن في غاية السعة. والظاهر أن القبر الذي في قم والذي في سمنان لشخصين آخرين مشاركين له في الاسم من أحفاده، فتبادر الذهن إلى الفرد الأكمل كما يقع كثيرا، ويحصل به الاشتباه. فقبره في العريض كما هو معروف عند أهل المدينة.

## روابط خارجية
- علي بن جعفر بن محمد بن علي بن الحسين بن علي بن أبي طالب - موسوعة الحديث.